# محمد عبد الوهاب رفيقي
محمد عبد الوهاب رفيقي داعية وخطيب مغربي سابق. اُعتُقِل مرتين بتهمة «التحريض على العنف» بسبب انتقاده لسياسات أمريكا وحملاتها العسكرية في بلاد المسلمين. جاء اعتقاله الأول سنة 2002 إثر خطبة له بعنوان «عذرا فلسطين» ندد فيها بمجزرة جنين، ليُفرَج عنه بعد ثلاثة شهور مع منعه من الدعوة والخطابة، ثم أعيد اعتقاله مرة ثانية سنة 2003 مع الحكم عليه بالسجن لمدة 30 سنة خُفِّفت في ما بعد إلى 25 سنة. أُطلِق سراحُه في فبراير 2012 في أعقاب احتجاجات الربيع العربي في ظل حكومة ابن كيران بمُوجَب عفو ملكي.
أثارت تصريحاته عقب الإفراج عنه وابتداء من سنة 2014 التي كانت فيها وفاة والده أحمد رفيقي جدلا واسعا وما زالت. فبعد مشاركة وجيزة في حزب النهضة والفضيلة في 2013، على خلاف المفرَج عنهم الذين رفضوا دخول مجال السياسة، التحق رفيقي في مطلع 2016 بجريدة آخر ساعة التابعة لحزب الأصالة والمعاصرة، وانضم في أواخر نفس السنة إلى حزب الاستقلال. أخذت تصريحاته في مصادمة الدين الإسلامي بدءا من أول مقال حواري له في جريدة آخر ساعة ليوم 12 فبراير 2016 صدّره بعنوان «أحكام القرآن ليست صالحة لكل زمان ومكان»، ومرورا بالدعوة إلى تغيير أحكام الإرث وإبطال التعصيب منها، وتجويز الإفطار العلني في نهار رمضان، وانتهاء بالدعوة إلى رفع التجريم عن الإجهاض والمطالبة بإلغاء تجريم الزنى، فجاءت إقالته وإبعاده من رابطة علماء المغرب العربي في 2017.
عيّن عبدُ اللطيف وهبي وزيرُ العدل والأمينُ العام لحزب الجرار عبدَ الوهاب رفيقي مستشارا لدى وزارته في أبريل 2023 وذلك تزامنا مع مشروع مراجعة مدونة الأسرة المغربية. وبعد سنة من هذا التعيين، أُعلِن عن توظيف رفيقي في ذات الوزارة بعد صدور نتائج مباراة التوظيف يوم 17 مايو 2024 على الرغم من عدم استيفائه للشروط القانونية للترشح وتجاوزه للسن القانوني كما هو منصوص عليه في الفصل 21 من النظام الأساسي، ما أثار غضب المترشحين الذين اعتبروه خرقا للنظام الأساسي العام للوظيفة العمومية ودَفَعَ بتنسقية نقابية إلى المطالبة بفتح تحقيق في القضية وإلى تسجيل شكاية لدى النيابة العامة.

## نشأته
ولد يوم 25 ماي 1974 بمدينة الدار البيضاء في المغرب. بعمر صغير تنقل بين العديد من مدن المملكة المغربية لحفظ القرآن ودراسة تعاليمه، فحضر في صغره مجالس بعض كبار العلماء والدعاة كالدكتور تقي الدين الهلالي والشيخ عبد الحميد كشك. تلقى أولى مبادئ العلم على يد مشايخ الدار البيضاء المعروفين كمحمد زحل والقاضي برهون وإدريس الجاي وعمر محسن وعبد الباري الزمزمي وغيرهم. انتقل إلى فاس فأعاد بها حفظ القرآن الكريم وأتمه بسن العاشرة، ودرس علم التجويد علي يد بعض القراء المشهورين كالشيخ المكي بنكيران المقرئ المعروف. حضر مجالس بعض مشايخ مسجد القرويين المعروفين كعبد الكريم الداودي والأزرق وغيرهم.

## دراسته الجامعية وشهاداته
نال شهادة الباكلوريا بالدار البيضاء شعبة العلوم التجريبية. درس سنة بكلية العلوم بالدار البيضاء شعبة الفيزياء والكيمياء. التحق بالجامعة الإسلامية بالمدينة المنورة، وحصل بها على إجازة كلية الشريعة. درس علي يد بعض مشايخ المملكة العربية السعودية ومن أبرزهم ابن باز وابن عثيمين وابن جبرين والغنيمان والعباد والشنقيطي وغيرهم. نال شهادة الماجستير بكلية الآداب بفاس، وحدة فقه الأموال في المذهب المالكي. ويحضر لمناقشة رسالة الدكتوراة بنفس الكلية، حصل على الإجازة في علم القانون الدولي العام بكلية الحقوق بفاس. يتكلم إلى جانب العربية الفرنسية.

## مناصب حالية وسابقة
- مستشار الوزير لدى وزارة العدل بالحكومة المغربية
على المستوى العلمي الفكري:
- رئيس مركز وعي للدراسات والوساطة والتفكير
- عضو شبكة الخبراء الإقليميين بمعهد بيرغوف الألماني
- رئيس لجنة البحث العلمي بالمنظمة العالمية للمعلوميات والأمن ببرشلونة
- رئيس مركز الميزان للوساطة والدراسات والإعلام سابقا
- عضو مؤسس لرابطة علماء المغرب العربي
- عضو سابق بالأمانة العامة لمنتدى المفكرين المسلمين
- نائب رئيس جمعية البصيرة للدعوة والتربية سابقا

على المستوى السياسي:
- الأمين العام المساعد للمنتدى السياسي الدولي سابقا
- عضو سابق بحزب الاستقلال
- عضو سابق بالأمانة العامة لحزب النهضة والفضيلة